# Кория (округ)
Кория (англ. Koriya) или Кореа (англ. Korea)— округ в индийском штате Чхаттисгарх. Образован 25 мая 1998 года из части территории округа Сургуджа. Административный центр — город Байкунтхпур. Площадь округа — 6604 км². По данным всеиндийской переписи 2001 года население округа составляло 586 327 человек. Уровень грамотности взрослого населения составлял 63,1 %, что немного выше среднеиндийского уровня (59,5 %). Доля городского населения составляла 29,8 %.